# Dovrat
Dovrat (Hebreeuws: דָּבְרַת) is een kibboets in het noorden van Israël vlak bij de berg Tabor. De kibboets heeft ongeveer 200 leden.
De kibboets Dovrat is gesticht in 1948 en de oorspronkelijke kibboetsleden kwamen voornamelijk uit Duitsland, Nederland, Polen, Oostenrijk en Zuid-Amerika.
De belangrijkste commerciële activiteiten van Dovrat zijn het kweken van fruit (voornamelijk avocado’s), het verbouwen van katoen en het houden van koeien en kippen. Dovrat beschikt daarnaast over een hightechcentrum waar software wordt ontwikkeld.
Voormalig D66-politicus Boris Dittrich heeft als vrijwilliger gewerkt op de kibboets Dovrat.
Verder is de Israëlische generaal en politicus Amram Mitzna geboren in Dovrat.

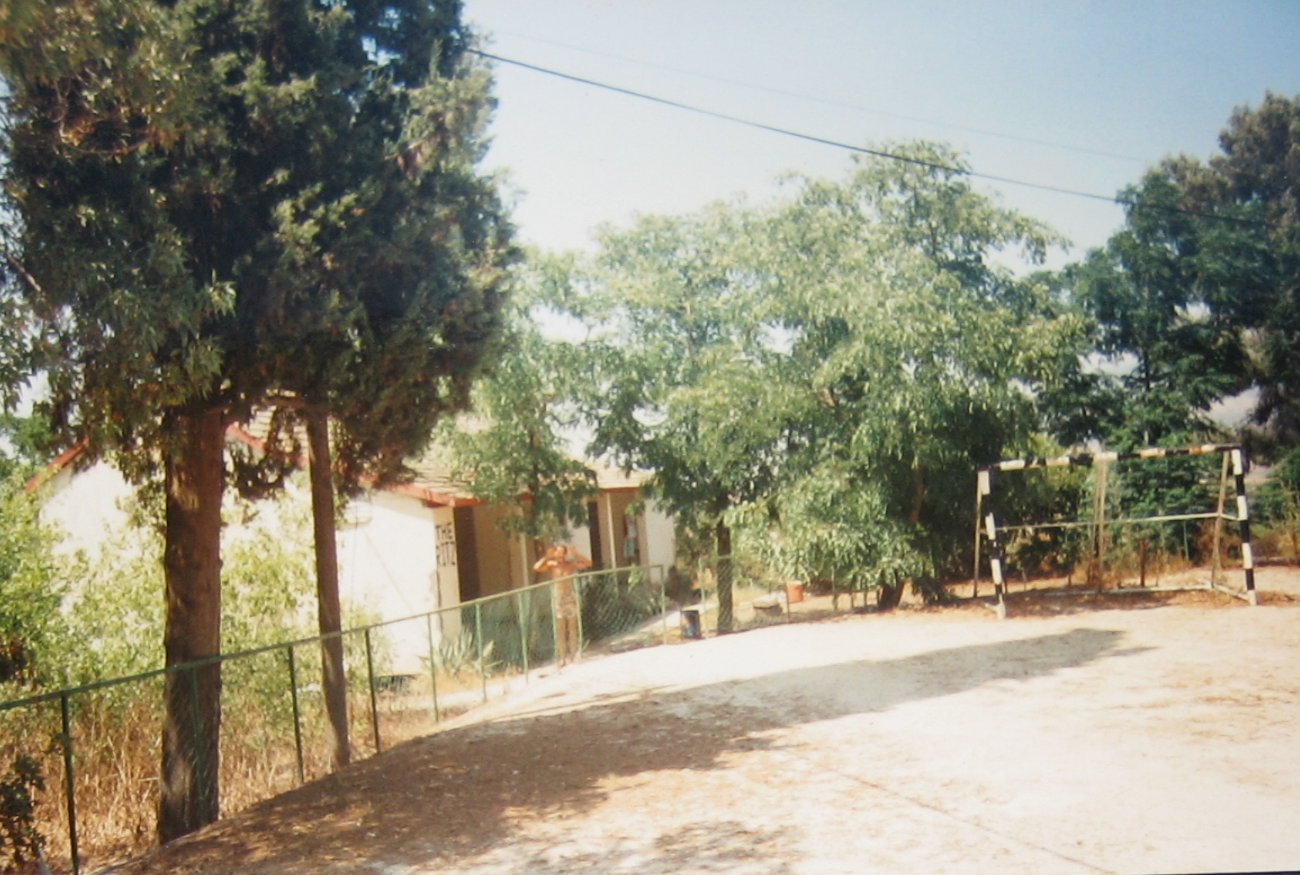
Dovrat